# 2021年苏格马-比贾布尔袭击
2021年苏格马-比贾布尔袭击是2021年4月3日，印度共产党（毛主义）领导的毛派武装在位于加加尔贡达警察局辖区的乔纳古达村附近的苏格马-比贾布尔边境（位于恰蒂斯加尔邦苏格马县）对印度安全部队的伏击。致印度安全部队22人死，32人伤，这是2017年苏格马袭击以来，印度安全部队与毛派武装作战死亡人数最多的一次。

## 背景
政府机构兵工厂委员会的联合主任乌迪潘·穆克吉说，2019冠状病毒病疫情使叛乱者能够招募更多成员。一些知情人士同意他的观点。
每年1月至6月，毛派都会发起战术反攻运动，伏击安全部队。2020年3月，毛派在苏格马县的米纳帕进行了类似伏击，杀死了17名安全人员。
2021年3月23日，毛派在恰蒂斯加尔邦納拉延普爾縣用簡易爆炸裝置炸毁一辆载有安全人员的公共汽车，造成5名县后备警卫人员死亡，另有13人受伤。

## 袭击
2021年4月3日，印度安全部队根据軍事情報，突袭比贾布尔县森林茂密地区的一个叛军藏身处，战斗随之而来。在邦首府賴布爾以南540公里的苏克马县，持续四个小时的伏击中，至少22名印度安全人员丧生，30人受伤。同样遭受伤亡的毛派武装设法夺取了死去士兵的武器。后来，进行了寻找一名失踪安全人员的行动。据查蒂斯加尔邦首席部长布佩什·巴格尔称，在枪战中，双方都使用了子弹、手榴弹和火箭发射器。

## 反应
印度總統拉姆·纳特·科温德对安全人员殉难深表悲痛。印度总理纳伦德拉·莫迪和恰蒂斯加尔邦首席部长布佩什·巴格尔谴责了这一事件。印度内政部长阿米特·沙阿说：“将在适当时候对恰蒂斯加尔邦的纳萨尔袭击作出合适答复。”
土耳其外交部谴责这次袭击。